# Зрошувальна
Зро́шувальна — пасажирський залізничний зупинний пункт Херсонської дирекції залізничних перевезень Одеської залізниці.
Розташований у селі Промінь Снігурівського району Херсонської області на лінії Снігурівка — Херсон між роз'їздом Галаганівка (8 км) та зупинним пунктом Сонячна.

## Сполучення
Зупиняються лише приміські поїзди.
Станом на осінь 2016 р. приміське сполучення:
- приміський поїзд Миколаїв-Вантажний — Апостолове (через Миколаїв-Пас, Копані, Херсон, Херсон-Східний, Снігурівку, щоденно)
- приміський поїзд Херсон — Апостолове (щоденно)
- приміський поїзд Херсон — Нововесела (щоденно)

Щоб добратися до Дніпропетровська, достатньо сісти на дизель до станції Апостолове, а там пересісти на дизель-поїзд Апостолове — Дніпропетровськ.